# Nikuhitsuga

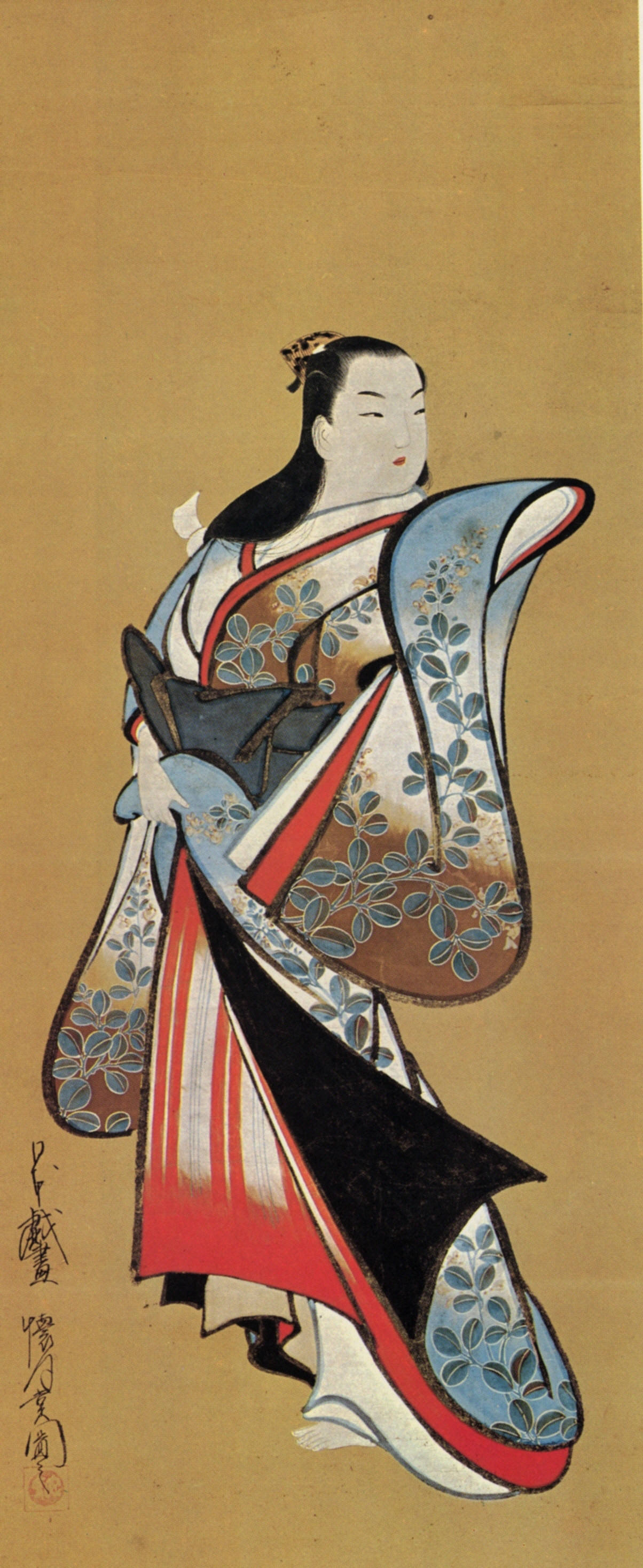
Une peinture suspendue bijin-ga de Kaigetsudō Ando.

Le nikuhitsuga (肉筆画) est un courant de peinture du style japonais ukiyo-e. Bien que les xylographies de ce genre soient devenues si célèbres en Occident au point de devenir presque synonymes du terme ukiyo-e, en fait, la plupart des artistes de ukiyo-e sont aussi bien peintres qu'imprimeurs, partageant pour la plupart le style et les sujets. Certains deviennent peintres à la fin d'une carrière d'imprimeur, tandis que d'autres, tel Miyagawa Chōshun et un certain nombre d'artistes de l'école Kaigetsudōl, n'ont jamais été imprimeurs et se sont consacrés uniquement à la peinture.
Bien que les techniques d'impression aient évolué durant le cours de la période Edo (1603-1868), permettant la production de tirages de plus en plus complexes et colorés, la peinture en tant que telle laisse toujours plus de liberté à l'artiste. Les peintures de nombre de peintres ukiyo-e sont exquises avec leurs vives couleurs, leur attention au détail et leurs audacieux traits de pinceau.